# Oligoclada heliophila
Die Oligoclada heliophila ist eine der 24 Libellenarten der Gattung Oligoclada aus der Unterfamilie Brachydiplacinae. Die Art ist im Nordwesten Kolumbiens und im Südosten Panamas verbreitet. Sie ist damit zusammen mit Oligoclada umbricola die einzige Oligoclada-Art, welche nördlich der Anden vorkommt. Erstmals beschrieben wurde die Art im Jahr 1931 von Donald Joyce Borror anhand eines Tieres vom Río Frío im kolumbianischen Departamento Magdalena.

## Bau der Imago
Der Hinterleib (Abdomen) misst bei Oligoclada heliophila-Männchen zwischen 16,0 und 19,1 Millimetern. Bei den Weibchen ist er mit 15,1 bis 17,1 Millimetern etwas kürzer. Das Abdomen ist bei den Weibchen an der Basis hell- und am Ende dunkelbraun. Ab dem sechsten Segment sind die Seiten schwarz und ab dem neunten bis zum zehnten Segment ist das Abdomen gänzlich schwarz.
Die durchsichtigen Hinterflügel messen bei den Männchen zwischen 20,7 und 24,5 Millimeter. Die Hinterflügel der Weibchen sind mit 22,1 bis 23,0 Millimetern ungefähr genauso groß. An der Basis findet sich ein kleiner dunkler Fleck. Das Flügelmal (Pterostigma) erreicht 1,9 bis 2,4 Millimeter bei den Männchen und 2,0 bis 2,3 Millimeter bei den Weibchen. Die Anzahl der Antenodaladern liegt beim Vorderflügel bei achteinhalb bis zehneinhalb, beim Hinterflügel bei sechs bis acht. Dabei ist die letzte Antenodalader im Vorderflügel unvollständig, reicht also nicht von der Costalader bis zur Radiusader. Postnodaladern existieren in beiden Flügelpaaren sieben bis neun.

## Lebensraum
Das Habitat der Tiere sind Lichtungen und andere sonnige Stellen.